# Brotherhood (альбом The Doobie Brothers)
Brotherhood — одиннадцатый студийный альбом американской рок-группы The Doobie Brothers. Альбом был выпущен 15 апреля 1991 года на лейбле Capitol Records. Это был их второй и последний лонгплей для Capitol, а также последний с участием басиста Тирана Портера и оригинального барабанщика Джона Хартмана.
Четыре из десяти треков были написаны посторонними музыкантами, хотя двое из них, авторы песен Джерри Линн Уильямс и Джим Петерик из Survivor, ранее сотрудничали с Томом Джонстоном и Патриком Симмонсом при написании своих композиций.
В альбоме не было крупных хитов, но «Dangerous», гимн Симмонса мотоциклам Harley Davidson, достиг второй позиции в списке Album Rock Tracks и по-прежнему исполняется на концертах группы. «Rollin’ On» от Джонстона побывал на 12-й строчке в том же хит-параде.

## Список композиций
| №  | Название             | Автор(ы)                                       | Длительность |
| -- | -------------------- | ---------------------------------------------- | ------------ |
| 1. | «Something You Said» | Майкл Лунн Алан Горри                          | 4:46         |
| 2. | «Is Love Enough»     | Джерри Линн Уильямс Уолт Ричмонд               | 4:39         |
| 3. | «Dangerous»          | Патрик Симмонс                                 | 5:03         |
| 4. | «Our Love»           | Джерри Линн Уильямс                            | 4:30         |
| 5. | «Divided Highway»    | Патрик Симмонс Джими Фокс Джим Петерик [англ.] | 3:49         |

| №                   | Название            | Автор(ы)                                     | Длительность |
| ------------------- | ------------------- | -------------------------------------------- | ------------ |
| 1.                  | «Under the Spell»   | Джим Петерик Билл Синиар Пол Вертико [англ.] | 4:21         |
| 2.                  | «Excited»           | Том Джонстон [англ.] Джерри Линн Уильямс     | 4:59         |
| 3.                  | «This Train I’m On» | Патрик Симмонс Дейл Окерман [англ.]          | 3:53         |
| 4.                  | «Showdown»          | Том Джонстон                                 | 4:13         |
| 5.                  | «Rollin’ On»        | Том Джонстон                                 | 4:11         |
| Общая длительность: | Общая длительность: | Общая длительность:                          | 43:24        |

## Участники записи
Приведены по сведениям базы данных Discogs, нумерация треков указана по изданию в формате компакт-диска.

| The Doobie Brothers: - Том Джонстон — гитара, вокал - Патрик Симмонс — гитара, вокал - Тиран Портер — бас, вокал - Джон Хартман — ударные - Майкл Хоссек — ударные, перкуссия Приглашённые музыканты: - Стив Канали — слайд-гитара - Джими Фокс — перкуссия - Дейл Окерман — клавишные - Ричард Брайант — бэк-вокал - Вики Рэндл — бэк-вокал - Рем Смайерс — бэк-вокал | Технический персонал: - Родни Миллс — продюсер, звукорежиссёр - Кэти Нельсон — ассистент продюсера - Девон Ритвельд — ассистент звукорежиссёра - Родни Миллс — инженер микширования - Крис Лорд-Элдж — инженер микширования - Боб Людвиг — инженер мастеринга - Джон Кехи — дизайнер - Питер Дарли Миллер — фотограф - Робер Дуано — фотография лицевой стороны обложки - Томми Стил — арт-директор - Брюс Кон — менеджер |

## Позиции в хит-парадах
| Год  | Чарт                           | Высшая позиция | Пребывание в чарте |
| ---- | ------------------------------ | -------------- | ------------------ |
| 1991 | Канада (RPM Albums Chart)      | 18             | 9 недель           |
| 1991 | Нидерланды (Nationale Top 100) | 85             | 3 недели           |
| 1991 | США (Billboard Top Pop Albums) | 82             | 9 недель           |

| Хит-парад (1991)            | Позиция |
| --------------------------- | ------- |
| Канада (RPM Top Albums/CDs) | 84      |